# Fuente de Pontejos

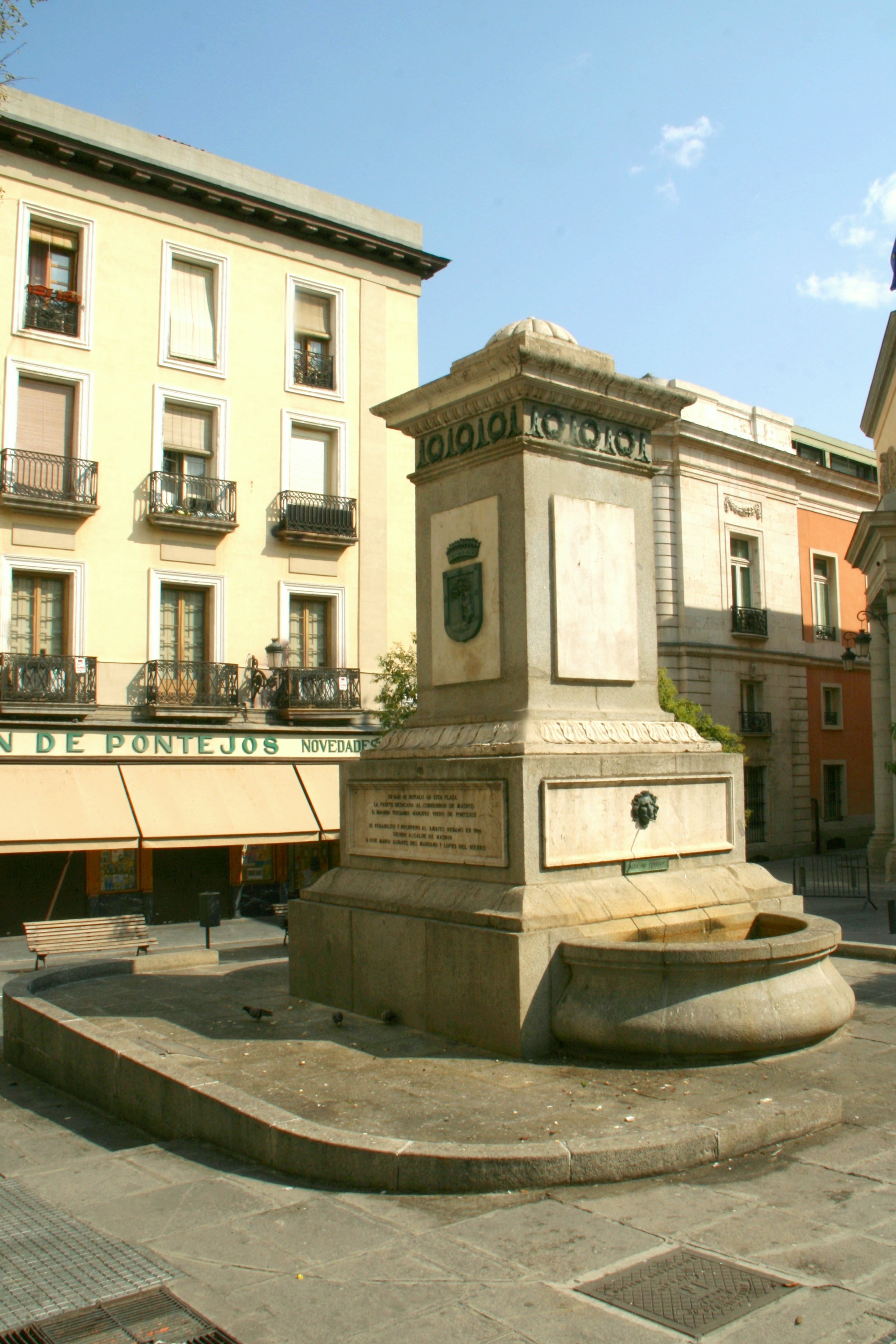
La fuente de la plazuela de Pontejos, en 2009.

La Fuente de Pontejos, o fuente de la plaza de Pontejos es una fuente de la ciudad de Madrid situada en la citada plazuela y dedicada a Joaquín Vizcaíno conocido como marqués viudo de Pontejos, alcalde corregidor de la Villa, fundador de la primera caja de ahorros de España, cofundador del Ateneo de Madrid y del asilo de San Bernardino.
La componen un «prisma o templete coronado por una cúpula» gallonada, hechos con granito y piedra blanca de Colmenar, con un busto en bronce dedicado al prócer en la cara que da al antiguo edificio de correos y hecho en 1849. El monumento, fue colocado en ese año en la antigua plazuela de la Paz o de los Pájaros, vecina a Sol dedicada al marqués viudo, e instalado dentro del pilón de aguadores del siglo xviii que antes había estado en la Puerta del Sol y que, trasladado de forma provisional en 1838 estuvo en la Plaza del Celenque. En 1850 tenía cuatro caños, 91 aguadores y 32 reales del «viage» del Alto Abroñigal. Sustituido en 1921 el pilón dieciochesco por dos pequeños pilones laterales, con chorros que manan de mascarones leoninos de bronce, la fuente fue rehabilitada en 1994, al hacerse plaza peatonal.

## Historia

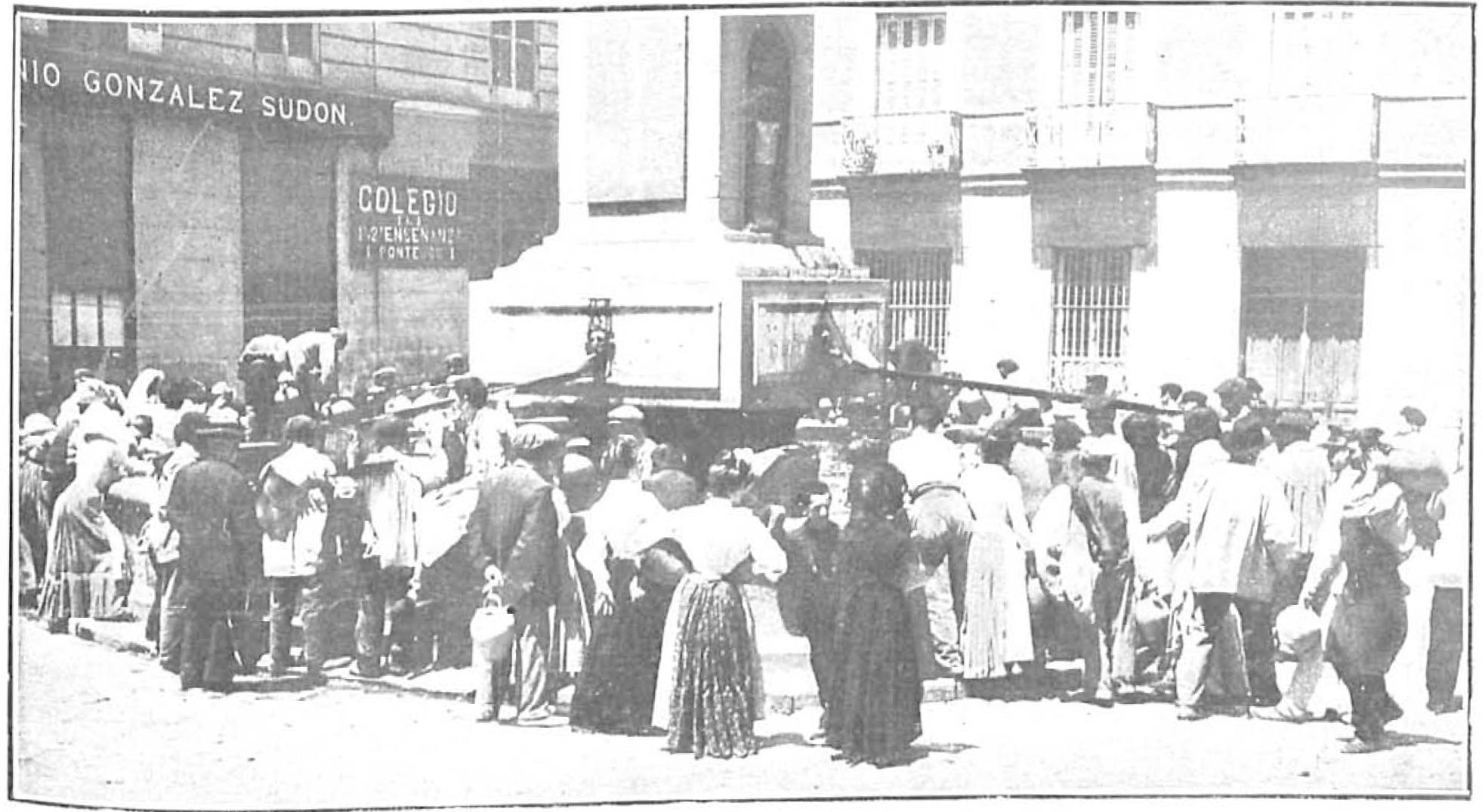
Fuente de Pontejos hacia 1904, con los largos caños metálicos para facilitar la aguada.

Algunos investigadores proponen que la fuente de Pontejos vino a satisfacer el doble deseo de la vecindad de la zona de contar con una fuente de aguadores tras la desaparición en 1838 de la popular fuente de la Mariblanca, con las reformas de la Puerta del Sol, y la propuesta de Mesonero Romanos al ayuntamiento madrileño de rendir homenaje a Joaquín Vizcaíno, uno de los más queridos corregidores por el pueblo de Madrid y su Ayuntamiento. Para ello se encargó el proyecto de una fuente monumental al arquitecto Isidoro Llanos, que realizó Jaime Lois con trabajo escultórico de Francisco Pérez del Valle, autor de algunas de las estatuas del Obelisco de las Víctimas del Dos de Mayo, en la Plaza de la Lealtad.
La nueva fuente se inauguró el 19 de noviembre de 1849, incorporándosele para el servicio de aguadores el pilón que antes estuvo en la Puerta del Sol con caudal procedente del viaje del Alto Abroñigal, que había sido trasladado en 1838 de forma provisional a la plaza del Celenque y que, ya en el siglo xx (1921), sería retirado. En 1954 se desmontó la fuente durante una remodelación de la Plaza de Pontejos, proceso que se repetiría en 1994 al ser peatonalizada.

## En la literatura

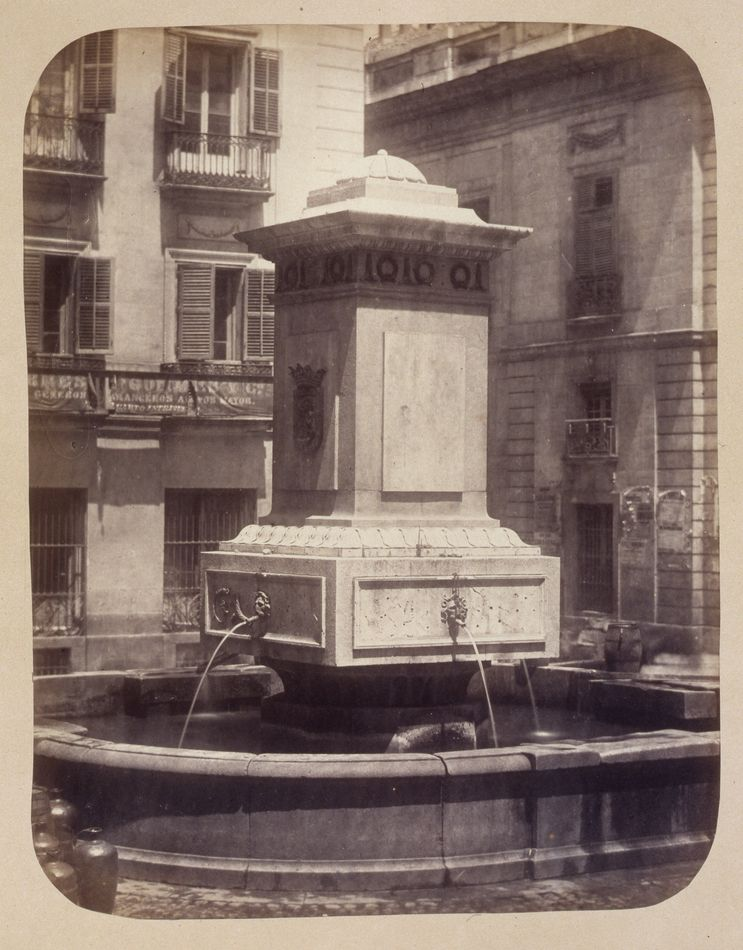
La fuente en 1864, fotografiada por Alfonso Begué, cuando aún tenía el gran pilón de aguadores que estuvo en la Puerta del Sol.

Ilustrando de forma literaria el trabajo de los aguadores de Madrid, el periodista y escritor Emilio Gutiérrez Gamero narraba en sus memorias así el trasiego en la fuente de Pontejos: 

Varias de estas fuentes se hallaban en distintos puntos de la capital, pero no llega a mi memoria más que la situada en la plaza de Pontejos, circundada de multitud de cubas, con cada una de las cuales cargaba el fiel "aguador", quien, echándosela al hombro, iba a repartir el líquido elemento a las casas de sus parroquianos (a la mía dos veces, o sea un par de cubas diarias) mediante la cantidad de treinta reales mensuales. En la cocina había dispuesto mi madre una ventruda tinaja; a ella se llegaba el modesto cuanto necesario "traydor" del agua, abría la espita de su artefacto, y yo me arrimaba al recipiente para ver como caía aquel benéfico chorro...
E. Gutiérrez Gamero Mis primeros ochenta años, 1925 (págs. 83-84) 